# أذينة دبقة
الأذينة الدبقة أو العيزارة اللزجة أو رِكاب الجمال (باللاتينية: Phlomis viscosa) نوع نباتي يتبع جنس الأذينة من الفصيلة الشفوية.

## الموئل والانتشار
موطن هذا النوع بلاد الشام وتركيا.

## مرادفات للاسم العلمي
- (باللاتينية: Phlomis glandulosa Schenk)
- (باللاتينية: Phlomis major Clos)
- (باللاتينية: Phlomis polymorpha Clos)
- (باللاتينية: Phlomis virens DC.)